# Pandschschir (Fluss)
Der Pandschschir ist ein linker Nebenfluss des Flusses Kabul im Osten Afghanistans.

## Geographie
In der Provinz Pandschschir formte der südwestwärts fließende Fluss das Pandschschir-Tal. Es ist vielleicht 500 m breit und mehrere hundert Meter in das umgebende Gebirge des Hindukusch eingeschnitten.
Aus Höhen um 1700 m bis über 3000 m aus dem Norden der Provinz Pandschschir kommend, strömt der Fluss aus dem Gebirge, wo sich am Ausgang des Pandschschir-Tales ein über 4000 m hoher Berg befindet. Nachdem er die Provinz Pandschschir verlassen hat, fließt er östlich an der Provinzhauptstadt Tscharikar vorbei durch die fruchtbare Kapisa-Ebene (s. a.: Begram) in Richtung Süden. Dort mündet von Westen kommend der Fluss Ghorband ein. Der Pandschschir wendet sich etwa 20 km in Richtung Osten. Nach etwa 30 km dreht der Pandschschir nach Süden und mündet schließlich nach weiteren 30 km, etwa 40 km nordöstlich der Hauptstadt Kabul, in den Fluss Kabul. Dort befindet sich der Sarobi-Damm, der beide Flüsse staut und zur Energiegewinnung benutzt wird. Der Pandschschir bildet in der Ebene die Grenze zwischen den Provinzen Parwan und Kapisa und zum Schluss die zwischen Kapisa und der Provinz Kabul.

## Hydrometrie
Mittlerer monatlicher Abfluss des Pandschschir (in m³/s) am Pegel Shukhi
gemessen von 1966–1980